# Sevgein
Sevgein foi uma comuna da Suíça, no Cantão Grisões, com cerca de 217 habitantes. Estendia-se por uma área de 4,60 km², de densidade populacional de 47 hab/km². Confinava com as seguintes comunas: Castrisch, Cumbel, Ilanz, Luven, Pitasch, Riein.
A língua oficial nesta comuna era o Alemão e Romanche.

## História
Em 1 de janeiro de 2009, passou a formar parte da nova comuna de Ilanz/Glion.